# Elena Tchijova
Pour les articles homonymes, voir Tchijova.
Elena Semionovna Tchijova (en russe : Елена Семёновна Чижова), née le 4 mai 1957  à Léningrad (URSS), est une romancière et femme de lettres russe qui a obtenu le prix Booker russe en 2009 pour son livre Le Temps des femmes (ru).

## Biographie
Enfant, Elena Tchijova vit dans un appartement communautaire et partage une pièce unique avec ses parents, sa sœur et son arrière-grand-mère. Elle s'inspirera de cette dernière pour créer les trois babouchka de son premier roman.
Diplômée de la faculté d'économie et de finance de l'université d'État d'économie de Saint-Pétersbourg. Elle soutient sa thèse de doctorat dans la spécialité gestion de la production. Jusqu'au début des années 1990, elle travaille comme professeure d'anglais. Parallèlement, elle écrit de la poésie sans espoir de publication.
En 2000, la revue Zvezda publie son roman Krochka Tsakhes, qu suscite l'intérêt des critiques et remporte le Palmyre du Nord en 2001. Depuis, l'autrice collabore régulièrement avec Zvezda.
En mars 2014, Elena Tchijova signe un appel lancé par des personnalités russes qui soutiennent l'Ukraine et s'opposent aux actions du président russe Vladimir Poutine en Crimée,.
Elena Tchijova est rédactrice en chef du magazine international World Word (Saint-Pétersbourg), directrice du PEN Club russe de Saint-Pétersbourg.

## Œuvres traduites en français
- Le Temps des femmes, [« Время женщин »], trad. de Marianne Gourg-Antuszewicz, Paris, Noir sur Blanc, 2014  (ISBN 978-2-88250-332-9) dont la traduction a remporté une Mention spéciale au Prix Russophonie 2015.
- La Planète des champignons, [« Планета грибов »], trad. de Marianne Gourg-Antuszewicz, Paris, Noir sur blanc, 2018  (ISBN 978-2-88250-526-2)